# Petrovics Eszter
Petrovics Eszter (Budapest, 1972. április 21. –) Erkel Ferenc-díjas magyar televíziórendező, szerkesztő.

## Életpályája
Édesanyja Galambos Erzsi színművész, édesapja Petrovics Emil zeneszerző. Gimnáziumi tanulmányai alatt (Móricz Zsigmond Gimnázium) figyelme elsősorban a humán tárgyak felé irányult. Számos díjat nyert középiskolai szavalóversenyeken. Szüleinek köszönhetően odaadó hangverseny- és színházlátogató vált belőle, családi indíttatása és érdeklődése folytán az érettségi után két út közül kellett választania jövőjét illetően: színház vagy zene.
Beadta jelentkezését az ELTE Tanárképző Főiskolai Kar ének-zene-karvezetés szakára és a Színház- és Filmművészeti Egyetem színész szakára.  Mindkét felvételi vizsgája sikeres volt, de végül az ELTE-n kezdte meg tanulmányait a kiváló karnagy és pedagógus, Mohayné Katanics Mária irányítása alatt (1990–94). Diplomamunkáját a Puccini-operák nőalakjairól írta.
A színház iránti szeretete viszont változatlanul megmaradt, így a felsőfokú zenei tanulmányok elvégzése után felvételt nyert a Színház- és Filmművészeti Egyetem posztgraduális drámapedagógia-színházelmélet szakára, Gabnai Katalin és Lengyel György osztályába (1994–97). Ezzel párhuzamosan asszisztensi munkát végzett a debreceni Csokonai Színházban és a budapesti Vígszínházban.
Mindezen tanulmányok és munkák közben formálódott meg benne az a mély és végleges meggyőződés, hogy sokirányú érdeklődése igazi színterét a televíziózásban találhatja meg. Ezért színházelméleti tanulmányai mellett elvégezte a Színház- és Filmművészeti Egyetem televízió-rendező, szerkesztő szakát is Horváth Ádám, Rangos Katalin és Bíró Miklós osztályában (1996–1999). Felvételi munkája láttán – amelyet a 8. Nemzetközi Karmesterverseny magyar győzteséről, Hamar Zsoltról készített – Horváth Ádám állandó zenei asszisztensévé fogadta, ennek köszönhetően a Magyar Televízió külső munkatársa lett. Ezekben az években olyan neves filmes személyiségekkel kerül munkakapcsolatba, mint Nyikita Mihalkov, Szabó István vagy Koltai Lajos.
Diplomamunkája után (Különbéke – az orosz kultúra helyzete Magyarországon 10 évvel a szovjet csapatok kivonása után c. dokumentumfilm), 2000-ben a Duna Televízió Művészeti Főosztályának belső munkatársa lett. Ebben az évben lehetett egyedüli magyar alkotója annak a nagyszabású MTV-Euroarts koprodukciós, 25 országba sugárzott 24 órás világadásnak, mely Bach halálának 250. évfordulójára készült (Keller Kvartett: Bach+Kurtág). Külföldi forgatásainak köszönhetően (Anglia, Amerika, Ausztria, Finnország, Franciaország) a nemzetközi zenei élet számos kiemelkedő képviselőjével találkozhatott és dolgozhatott (Jurij Basmet, Aldo Ciccolini, Nikolaus Harnoncourt, Leonidasz Kavakosz, Gidon Kremer, Jevgenyij Nyesztyerenko, Joan Sutherland, Maxim Vengerov, Kiri Te Kanawa, Bryn Terfel, Angela Gheorghiu).
2011-től a közszolgálati médiumok összevonása óta az MTVA belső munkatársaként dolgozott. 2012-ben a BBC Komolyzenei osztályán vett részt tanulmányúton (a PROMS Fesztivál élő közvetítései). Ugyanebben az évben oktatóként vett rész a Zeneakadémia tehetséggondozó programjában.
2016-tól szabadúszó. A televíziózásban eltöltött közel másfél évtized alatt mindvégig szerkesztő-rendezőként vállalt feladatokat. Pályafutása során közel száz művészeti, s ezen belül elsősorban komolyzenei műsort (portréfilm, dokumentum-műsor, magazinműsor, kulturális hírek), és több mint száz színházi-, opera- és koncertközvetítést készített. Mindezek mellett számos felkérést kap a Magyar Művészeti Akadémia, a Magyar Állami Operaház, a Művészetek Palotája, a Zeneakadémia, továbbá a hazai jelentős szimfonikus zenekarok hangversenyeinek, előadásának televíziós közvetítésére, felvételére.

## Elismerései
- Kamera Hungária Fesztivál 2000. Millenniumi díj a Bartók Béla Kárpát-medencéje c. műsorért és Szerkesztői díj és a Legjobb televíziós személyiség díja a Mégis valóra váltak Kodály álmai c. műsorért
- A Duna Televízió Nívódíja 2000, 2002, 2004, 2010
- Az Armel Operafesztivál 2012 különdíja az élő televíziós közvetítésekért (Mezzo, ArteWeb)
- Kamera Korrektúra 2013, Solti 100 – portrékategória 2. díj
- Az Armel Operafesztivál 2017 különdíja az élő televíziós közvetítésekért (ArteWeb)
- Erkel Ferenc-díj, 2018
- Hét Domb Fesztivál 2. díj dokumentumfilm kategória („A mi Kodályunk”), 2019

## Filmográfia

### Magyar Televízió (1997-2005)
- Negyven év négy tételben – dokumentumfilm a jubiláló Muzsika c. folyóiratról (1997)
- Remekművek – Bogányi Gergely zongorázik – koncertfilm (1997)
- Örökös tagság – Polgár László-portré (1998)
- Örökös tagság – Galambos Erzsi-portré (1999)
- Metronóm – zenei magazinműsor, 50 p., 1998, 1999,
- Zenés társaskör – Csehovék szalonja – zene, irodalom és társalgás az Óbudai Társaskörben élőben (1998)
- Zenés nyáresték Keszthelyen – összefoglaló műsor a fesztiválról (1998)
- Zempléni Művészeti Napok 1998 – összefoglaló műsor a fesztiválról
- Szerb magazin – kisebbségi műsor (1999)
- Tihamér szellemében – portréfilm a jubiláló Vujicsics Együttesről (1999)
- Cimbora tábor – a gyerektábor zenei programjainak televíziós feldolgozása (1999)
- A vonó virtuóza – Ruggiero Ricci Budapesten (2000)
- Magyar zeneszerzők – Petrovics Emil-portré (2000)
- Bach 2000 – A Keller Kvartett – a MTV és az EUROARTS koprodukciója Bach halálának 250. évfordulójára (2000)
- Szinetár Miklós-portré (2002)
- Csellengők – heti gyermekvédelmi műsor (2003- 2005)

### Duna Televízió (2000-2011)
Tálentum és kézjegy c. portrésorozat keretében (30 p.):
- Tabányi Mihály – harmonikaművész (2000)
- Márk Tivadar – az Operaház jelmeztervezője (2000)
- Bartók Béla Kárpát-medencéje (2000)
- Manyika – Kiss Manyi (2001)
- Lilienthal Andor – nemzetközi sakknagymester (2001)
- Bogányi Gergely – zongoraművész (2001)
- Massányi Viktor – operaénekes (2002)
- Vidnyányszky Attila – rendező (2003)
- Tokody Ilona – operaénekes (2004)
- Udvaros Dorottya – színművész (2004)
- Zsótér Sándor – rendező (2006)

Tükör c. sorozatműsor keretében (2000, 30 p.):
- Mégis valóra váltak Kodály álmai?
- A magyar dráma napja
- A millenniumi operapályázat
- Mecenatúra, szponzorálás, reklám

Sziget c. műsor keretében (40 p.):
- Komolyzene – könnyűzene (2001)
- Az első sikerek nyomában – fiatal művészek lehetőségei (2001)
- Finnugor népek fesztiválja 2001 – Karélia
- Ihlető Balaton (2001)
- Lásd, ez az én birodalmam – a 100 éve született Oláh Gusztáv művészete (2001)
- Kodály és Arany (2002)
- Árkádia tájain – Szőnyi István és köre (2002)
- Az Ernst-múzeum – Ernst Lajos (2002)
- Budapesti Tavaszi Fesztivál 2002
- Pécsi Színházi Találkozó (2002)
- Savonlinnai Operafesztivál (2002)
- 120 éve született Dohnányi Ernő (2002)
- Hinni akarjuk, hogy még felszáll a páva (2002)
- 110 éve született Lajtha László (2003)
- Húszéves a Katona József Színház (2003)
- Bach passiói (2003)
- 150 éves a Budapesti Filharmóniai Társaság zenekara (2003)

Önálló sorozatok, portré- és dokumentumfilmek (vegyes hossz):
- Rendhagyó történelemóra – 20 rész
- Muzsika-Szó – népzenei műsor (2001)
- Hegedűkópia-készítő verseny Budapesten (2001)
- Százéves a gyermekvédelem – Gálaest az IBS színpadán (2001)
- Nikolaus Harnoncourt Budapesten (2002)
- Hegedűbajnokok – zenés beszélgetés Kelemen Barnabás és Kokas Katalin hegedűművészekkel (2002)
- Összkép – naponta jelentkező kulturális híradó (2000-2003 )
- Gong – hetenként jelentkező kulturális magazin (2003 – 2005)
- Bekezdések – születésnapi tűnődések (2003-2004)
- Hidak Európába(n) – A Helsinki Magyar Kulturális és Tudományos Központ (2004)
- A sarkkörön is túl, Joulpukki birodalmában… (2004)
- Sosztakovics – Kisvárosi Lady Macbeth – dokumentumfilm (2005)
- Oroszországi magyar kulturális évad (2005)
- Sosztakovics és a lady (2006)
- Kodály és Ady (2008)
- Haydn Magyarországon ( 2009)
- Poszt 2009
- Miskolci Nemzetközi Operafesztivál 2009
- Zenei műhely – Seregi 80 (2009)
- Színházi műhely – Frenák Pál (2010)
- Zenei műhely – Önarckép álarc nélkül – Petrovics Emil 80 éves (2010)
- Zenei műhely – Lukács Miklós (2010)
- Dunáról fúj a szél (2010)
- A hegedű – tematikus nap a Duna Televízióban (+ 26 P.Film) (2010)
- Liszt-év (4 x 40 perces tematikus film) (2011)

### MTVA (2011-2017)
- Álmok mai álmodói – Lukács Manuela, feltaláló (2011)
- Erdélyben a Nemzeti Filharmonikus Zenekarral (2012)
- Gyulai Shakespeare Fesztivál 2012
- Solti 100 (2012)
- Czóbel 100 (2012)
- Kaposfeszt 2013 (Aranyfeszt)
- "Kultikon", "Családbarát", "Térkép", "Öt kontinens", "Kívánságkosár" – heti sorozatok adásrendezései (2012)
- Itthon vagyok (Szeretlek Magyarország) (2013)
- Bánki Jazz Fesztivál (Aranyfeszt, 2014)
- Shakespeare Fesztivál, Gyula (Aranyfeszt, 2014)
- Shakespeare 450 (2014)
- A 15. Hirosimai Nemzetközi Animációs Filmfesztivál (2014)
- A Fukusimai Kodály Kórus (2014)
- 2016. augusztus 20-i tűzijáték élő közvetítése
- hangvilla – heti 26 perces komolyzenei műsor az M5-ön (2016. szept. – 2018. jan.)

### Külső felkérések
- A Zempléni Művészeti Napok – demonstrációs film a fesztiválról, a MALÉV számára (Az Antenna Hungária felkérésére, 1999)
- Corvina Consort – promóciós film az énekegyüttesről (1999)
- A MATÁV szimfonikus zenekar – demonstrációs film a zenekarról (A MATÁV felkérésére, 1999)
- Jadviga párnája – Deák Krisztina játékfilmjében zenei konzultáns (1998-1999)
- Budapest – Moszkva kulturális séta és időutazás Kukorelly Endre – Jevgenyij Popov
- A Békés Megyei Szimfonikus Zenekar promóciós DVD (2008)
- Spanyol kortárs est az Olasz Intézetben (2008)
- Tehetséggondozó program a Zeneakadémián – miniportrék a hallgatókról (2011)
- Lipton – promóciós film (2013)
- Anda Géza Fesztivál – webközvetítés (Zeneakadémia, 2013. nov. 29. – dec. 1.)
- Zuglói Filharmónia 60 – dokumentumfilm, 2014
- Globe to Globe: Hamlet / Margitszigeti Szabadtéri Színpad (2014)

### Magyar Művészeti Akadémia – portréfilmek (2012-től)
- Záborszky Kálmán
- Kassai István
- Kocsár Miklós
- Székely László
- Párkai István
- Botvay Károly
- Devich János
- Szabó Dénes
- Miller Lajos
- Tokody Ilona
- Solymosi Tari Emőke

### Egész estés dokumentumfilm
- A mi Kodályunk (MMA, 2019)

### Válogatott hangverseny-, opera- és színházi közvetítések
- Armel Operaverseny és Fesztivál (50 előadás élő közvetítése a Mezzo, illetve az Arte Televízió számára, 2009-2019)
- MÜPA-maraton – Bach-maraton (2014), Stravinsky-maraton (2015), Schumann–Mendelssohn-maraton (2016)
- Budapesti búcsú 2008, 2009, 2010 (élő hangverseny-közvetítés a Hősök Teréről)
- Galambos Erzsi 80 és 85 éves születésnapi gálaműsora (József Attila Színház, 2011, 2017)
- A Zuglói Filharmónia Pastorale – sorozata 2017- 2020 (16 hangversenyfelvétel)
- Remekművek – Bogányi Gergely zongorázik (MTV, 1997)
- Bach 2000 – Bach és Kurtág (Keller Kvártett), (MTV – EuroArts kooprodukciója, 2000)
- Placido Domingo Budapesten (MTV, 2002, 2005)
- Petrovics Emil: C’est la guerre (MTV, 2002)
- Rost Andrea és a Liszt Ferenc Kamarazenekar koncertje (DUNA TV, 2003)
- Siráj (Krétakör Színház, (DUNA TV, 2005)
- Ibsen: Nóra (Vígszínház, 2005)
- Webber: Volt egyszer egy csapat Madách Színház, 2008)
- Shakespeare estély Placido Domingo-val (Magyar Állami Operaház, 2016)
- Fesztiválakadémia 2016 (Zeneakadémia, a teljes fesztivál koncertjeinek felvétele)
- Szigligeti Ede: Liliomfi (Budaörsi Játékszin, 2017)
- Illényi Katica 50 (Ünnepi koncert a BKK-ban, 2018)
- Kocsák: Anna Karenina (Madách Színház, 2018)
- Lehár: A víg özvegy (Budapesti Operettszínház, 2019)
- Bartók Világverseny és Fesztivál 2019 / Zongora (az egész verseny élő közvetítése)
- Honvéd 70 – Gálaest az Erkel Színházban (az együttes felkérésére, 2019)
- A Liszt Ferenc Kamarazenekar Mozart-estje a Pesti Vigadóban (az együttes felkérésére, 2019)
- Cziffra Fesztivál 2020 – Gála (Zeneakadémia, 2020)